# Den hvita rasens framtid

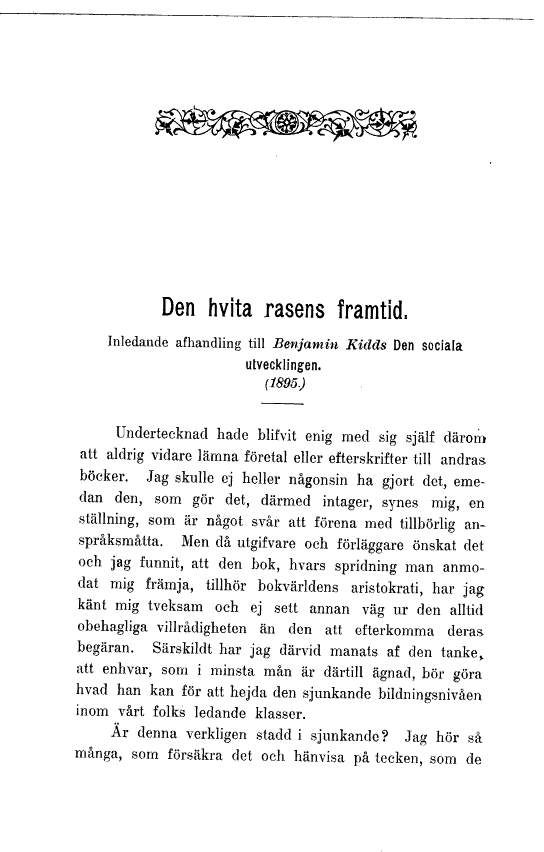
Första sidan till "Den hvita rasens framtid".

Den hvita rasens framtid. Inledande afhandling är en uppsats av Viktor Rydberg från 1895, med De hvite och de gule som initial undertitel. Uppsatsen var bland det sista Rydberg skrev, några veckor före sin död. Ursprungligen trycktes uppsatsen som ett förord till den svenska översättningen av Benjamin Kidds Social Evolution (1894).
Uppsatsen är en pessimistisk skildring av samtiden, där Rydberg argumenterar för att Europas befolkning försämras moraliskt och fysiskt. Industrialiseringen och urbaniseringen är de främsta anledningarna till detta, vilket också leder till sjunkande födelsetal i Europa. På sikt kommer kineserna i allt högre grad att ta över, vilket kommer att leda till ett krig mellan Europa och Kina, som Europa kommer att förlora. Ur denna förlust kan dock ett nytt Europa växa fram, som utgår från fria lantbrukare med en stark samhörighetskänsla. I diskussionerna om landsbygden ger Rydberg tidiga uttryck för ett ekologiskt medvetande.  
Uppsatsen väckte tidigt mycket diskussion i den svenska pressen. Den främsta kritiken kom från liberal press, medan konservativa tidningar ofta instämde i Rydbergs beskrivning av samtidens problem. Merparten av recensenterna delade dock Rydbergs oro för den europeiska framtiden och den västerländska civilisationens degenerering.  
Den akademiska forskningen om uppsatsen har varit sparsmakad, men har fokuserat på sociologiska och historiska tolkningar av verket, och i synnerhet dess relation till rashygien och eugenik i Sverige.  

## Tillkomst
17 augusti 1895 mottog Viktor Rydberg manuskriptet till den svenskspråkiga översättningen av Benjamin Kidds Social Evolution, som hade getts ut på engelska 1894. Han fick i samband med detta en förfrågan om att, "om han ansåg det värdigt", förse den svenska översättningen med ett förord. 2 september samma år hade förläggaren Hugo Geber redan mottagit förordet, "Den hvita rasens framtid. Inledande afhandling", som i tryckt form blev 36 sidor eller drygt 8 000 ord. 14 september sände Geber tillbaka ett korrektur, men en vecka senare var Viktor Rydberg död och fick aldrig se boken. Geber skrev 19 november samma år till Rydbergs änka, Susen Rydberg, att han låtit trycka ytterligare tio kopior av Rydbergs förord.
Enligt Andreas Hedberg tyder dock mycket på att uppsatsen redan var klar när Rydberg fick förfrågan från Geber, men att Gebers förfrågan gjorde det möjligt för Rydberg att få uppsatsen om drygt 7 700 ord publicerad. Utkastet var dock inte anpassat efter Kidds verk, och var skrivet utan kännedom om det. För att närmare anpassa förordet efter verket försökte Rydberg lägga till en nyskriven introduktion, och denna finns bevarad i Kungliga bibliotekets Rydbergssamling på ett lösblad. De 450 orden som lär ha skrivits under de sista veckorna i augusti 1895 är det enda i Rydbergs förord som direkt har med Kidds verk att göra.

## Utgivning ochparatexter

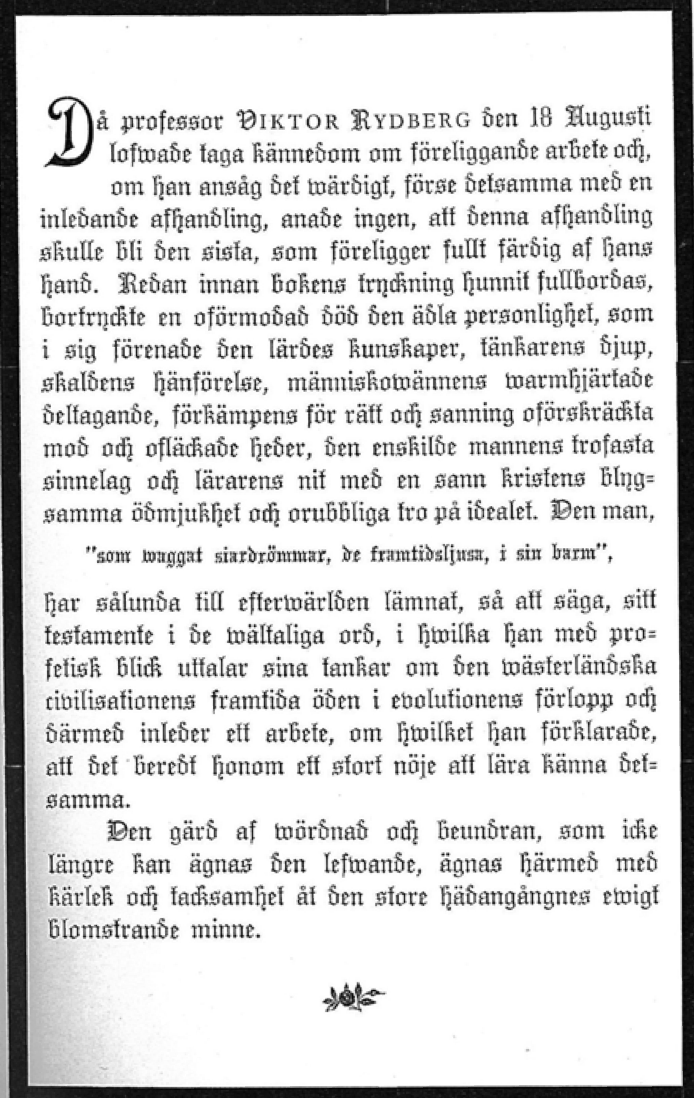
Sorgblad över Viktor Rydberg.

Viktor Rydberg dog lördagen 21 september 1895. På måndagen 23 september sändes ett telegram från Stockholm där det klargjordes att Rydbergs förord till den svenska översättningen av Benjamin Kidds Social Evolution skulle bli författarens sista verk. På onsdagen samma vecka listades utgåvan under "Väntade boknyheter".
Översättningen försågs med ett sorgblad över Rydberg, där det framgick att det var det sista verket författat av hans hand. Sorgbladet påminner grafiskt om en dödsannons med ett arkaiserande fraktur-liknande typsnitt och panegyrisk text. Redan i sorgbladet beskrivs förordet som ett testamente, vilket också blir en återkommande beskrivning i de det samtida mottagandet. Rydberg beskrivs ha en profetisk blick, och beskrivs bland annat som frihetsivrande, hedersam, trofast, nitisk, djupsinnig, ädel, lärd, ödmjuk, gudfruktig och modig.
På bokens baksida hänvisas till förordet: "Hvad professor Viktor Rydberg tänkte om Mr Kidds bok, har han uttalat i den inledande afhandling, med hvilken han kort före sin hädangångna försåg den nu föreliggande svenska öfversättningen." På så vis används Rydbergs auktoritet för att ge legitimåtet åt Kidds verk. Rydbergs hädangång används också för att väcka ytterligare intresse kring förordet.
11 och 14 november tryckte Hugo Gebers förlag en annons i Nya Dagligt Allehanda där Rydbergs namn står i samma storlek som Kidds (om än kursiverat och inte fetstilat).

## Innehåll

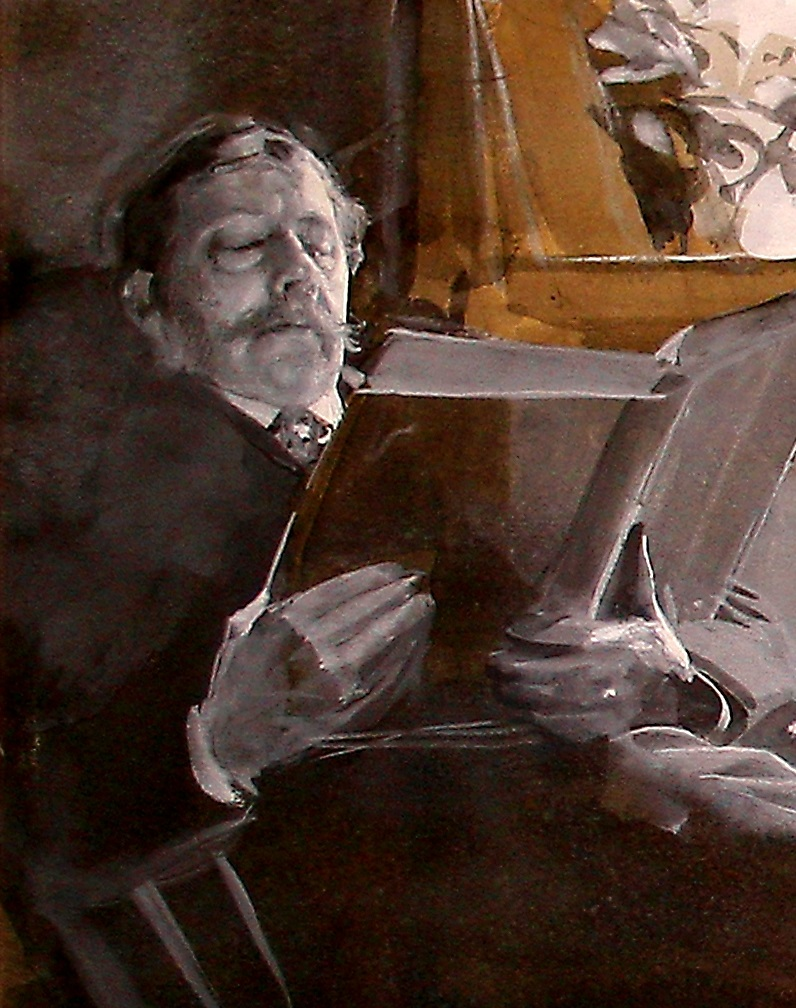
Viktor Rydberg skrev "Den hvita rasens framtid" strax före sin bortgång 1895.

Uppsatsen är en pessimistisk skildring av samtiden med ett apokalyptiskt tema och en ödesmättad atmosfär. Viktor Rydberg försöker att med stöd i statistik och olika former av skriftliga källor, med hänvisningar till såväl franska som engelska undersökningar, påvisa att Europas befolkning försämras moraliskt och fysiskt. Anledningen till denna moraliska och fysiska försämring är enligt författaren industrialiseringen och de moderna storstädernas osunda miljöer. Industrialiseringens levnadsvillkor försämras av alkoholism, tuberkulos och ohejdad konkurrens. Problemet växer då industrialiseringen kräver ny arbetskraft från landsbygden, där man ännu lever hälsosamt. På så vis lockas allt fler i fördärvet.
Det knyter an till det andra problemet, att landsbygdens befolkning minskar. Han kallar problemet för "tvåbarnssystemet", det vill säga yngre familjers obenägenhet att skaffa fler än två barn. Denna obenägenhet "omöjliggör nationens tillväxt ur egna safter: det lämnar år för år allt färre händer åt plog och vapen, eftersom icke alla tvåbarnsfamiljers ättlingar lefva, tills de i sin ordning bilda tvåbarnsfamiljer." Rydberg förutspår att man för att lösa denna problematik kommer att importera arbetskraft, huvudsakligen kinesiska gästarbetare. Kineserna, menar Rydberg i uppsatsen, är fysiskt och moraliskt överlägsna européerna och betydligt flitigare och mer anpassningsbara. Eftersom kineserna dock hellre utvecklar sin egen industri kommer ett ekonomiskt krig bryta ut mellan östra Asien och Europa, "mellan den gula rasen och den hvita." Han förutspår också att Europa kommer att förlora detta krig.
Rydberg ser det dock som positivt att Europa förlorar och att Kina segrar. Efter Europas förlust kan nämligen den europeiska befolkningen lämna industrialiseringen och åter nå ett "folkbevarande" produktionssystem och en "sedlig och fysisk pånyttfödelse". Framtiden, menar Rydberg, är landsbygden och "den fria sjelfegande jordarbetareklassen", såsom man lever på landsbygden i Kina. Framförallt måste samhörighetskänslan återuppstå, "känslan af enhet mellanled släkten som är och de släkten, som ska komma". Kittet i den här samhörighetskänslan är Nya Testamentet.
I diskussionen om landsbygdens problem dryftar Rydberg tidiga tankar präglade av ekologisk medvetenhet, och en insikt om att naturens tillgångar inte  är obegränsade.

## Influenser
Den civilisationskritik som Rydberg ger uttryck för i Den hvite rasens framtid har gedigen förankring i den europeiska litteraturen, och ingår enligt Anna Lindén i "en särpräglad europeisk tradition, där samtiden ställs i kontrast till ett ideellt förflutet eller till ett främmande folk." Hon menar i sin undersökning att det finns spår tillbaka från Den hvite rasens framtid till Tacitus Germania, och att det inte är omöjligt att Rydberg – som var väl bevandrad i antik litteratur – hade läst och inspirerats av Tacitus verk. Hon drar också paralleller till Jean-Jacques Rousseaus civilisationskritik.

## Mottagande

### Samtida recensioner
När boken väl gavs ut 11 november 1895 publicerade Aftonbladet ett utförligt referat av Rydbergs uppsats, och Kidds bok nämndes bara i förbigående. Aftonbladets referat kallar Rydbergs förord för hans "testamente", vilket är en benämning som ofta kom att användas om uppsatsen.
13 november 1895 recenserade den konservativa Nya Dagligt Allehanda den svenska utgåvan av Den sociala utvecklingen, och liksom i Aftonbladet ägnas Rydbergs förord mer utrymme än Kidds verk. Redan rubriken till recensionen antyder detta: "Viktor Rydberg om vår stams framtid". Recensenten pekar på hur Rydberg förutser den kommande striden mellan Kina och Europa, vilket sägs vara det största hotet mot civilisationen jämte socialismen. I en avslutande jämförelse pekar recensenten på hur en bildad läsare kan hitta både skarpsinniga belysningar och rika anledningar till eftertanke i såväl Rydbergs förord som Kidds verk.
Liberala Göteborgs Handels- och Sjöfartstidning jämför förordet med Rydbergs tidigare verk, och menar att han återanvänder idéer från tidigare verk, såsom "Den nya Grottesången", men presenterar dem i ett nytt format som hämtar stöd i samtida vetenskapliga verk. Recensenten menar dock att Rydberg kanske är för pessimistisk, och att han har fokuserat för lite på de positiva delarna av samhällsutvecklingen, som den tilltagande medellivslängden, de bättre arbetsvillkoren, den utvecklade lagstiftningen för arbetsskydd och de bättre hygieniska förhållandena.

### Efterföljande diskussioner

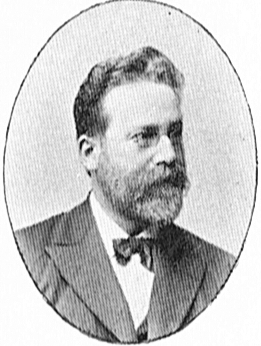
Johan Leffler menade att Viktor Rydberg i "Den hvita rasens framtid" förbisåg den positiva utveckling han menade skedde under 1800-talets andra hälft.

Nationalekonomen Johan Leffler framförde i ett föredrag vid Nationalekonomiska Föreningen 28 november 1895 kraftfull kritik mot Rydbergs förord. Han menar att Rydbergs pessimism står i bjärt kontrast med grundinställningen i Kidds arbete, och att medan Kidd ser den moderna ekonomins konkurrens som ett grundvillkor för framåtskridande ser Rydberg konkurrensen som roten till mänsklighetens problem. Han menar också att om det fanns några tvivel kring om det var Rydbergs eller den fiktiva berättarens åsikter som kom fram i verk som "Den nya Grottesången" så blev det med "Den hvita rasens framtid" tydligt att det är Rydbergs egna åsikter, åsikter som Leffler menar är fel utifrån ett samhällsekonomiskt perspektiv. Han menar att Rydberg har förbisett utvecklingen under hela andra hälften av 1800-talet, som att dödligheten i Europas storstäder i själva verket kraftigt minskade och inte ökade. Leffler menar också att Rydberg framställer kineser i för ljus dager, att den ekonomiska kampen förvisso står mellan Europa och Kina, men att västerlandet inte är så illa ute som Rydberg hävdar.
Lefflers kritik av Rydbergs förord refererades och citerades i bland annat konservativa Stockholms Dagblad samt liberala Aftonbladet och Göteborgs Handels- och Sjöfartstidning. Lefflers kritik föranledde också ett häftigt replikskifte i konservativa Nya Dagligt Allehanda, där bland annat Jacobine Ring menade att Rydberg var blind för det goda i tiden, och att hans blinda kritik får honom att närma sig socialisterna lika mycket som Kidd tar avstånd från dem: "Socialism är det fullt logiska resultatet av Rydbergs ståndpunkt." Hans Emil Larsson svarar dock att "testamentet" – Rydbergs förord – är ett förord över Sveriges enligt honom främste skald och tänkare, att Rydbergs varning för industrialismen välkomnas, och att hans beskrivning av storstäderna som "förbränningshärdar för mänsklig lifskraft" är obestridligt och lätt bevisat. Larsson riktar också kritik mot Leffler, och avfärdar att en nationalekonom av den moderna skolan kan tillmätas någon större betydelse, eftersom grunden för denna skola är ohållbar. Larsson avslutar med en förhoppning om att svenskarna "med försigtighet skall odla industrialismens träd med dess ovilkorlige följeslagare socialismen och att vi tager lärdom af kineserne i måttlighetens, arbetsamhetens och förnöjsamhetens svårlästa konst."
Den främsta kritiken kom från liberal press, medan konservativa tidningar ofta instämde i Rydbergs beskrivning av samtidens problem. Merparten av recensenterna delar dock Rydbergs oro för den europeiska framtiden och den västerländska civilisationens degenerering. I samtiden hade Arthur de Gobineaus tankar stort genomslag, som de presenterades i L’Essai sur l’inégalité des races humaines (1851–53). Gobineau delar in människosläktet i tre raser, den svarta, den gula och den vita, där den vita rasen med sitt ordningssinne, sin uthållighet och sin idealism enligt Gobineau är den överlägsna. Denna överlägsenhet kunde dock enligt Gobineau endast bevaras så länge man inte blandade raserna; skulle så ske skulle européerna tappa sitt övertag. Med den framväxande världshandeln och koloniseringen såg Gobineau faran som förverkliga. Flera av recensenterna, oavsett ideologisk hållning, ekar tankegångarna från Gobineau.

## Akademisk forskning
Uppsatsen har inte varit föremål för mycket akademisk forskning. Karl Warburg ägnar bara uppsatsen några rader i sin kommentar. Den första utförligare kommentaren är från Hans O. Granlids Vår dröm är frihet från 1973, där uppsatsen beskrivs som "ett ganska penibelt aktstycke" som på sin höjd skildrar vita kolonialherrars fruktan för kinesisk och japansk konkurrens. Granlid menar att Rydberg kombinerar rasistiska tankegångar med ett rasande angrepp på industrikapitalismens miljöförstörelse och moraliska förfall, och att antikapitalismen främst byggde på en romantisk, reaktionär agrarideologi.
Under 1990-talet ingick verket i några akademiska verk med sociologiskt och historiskt perspektiv. Exempelvis skrev Gunnar Broberg i Oönskade i folkhemmet. Rashygien och sterilisering i Sverige (1991) om Rydbergs pessimism och undergångstänkande, även om han framhåller att Rydberg såg framför sig att lösningen på problemet inte var eugenik och rasbiologi utan moralisk upprustning. Bernt Skovdahl framhåller i Skeletten i garderoben. Om rasismens idéhistoriska rötter (1996) att Rydberg än mindre än Charles Darwin var fientligt inställd till vad som kallades andra raser. Svante Lundberg sätter i "De hvite och de gule" in uppsatsen i en modern kontext, och menar att Rydbergs text utan alltför stor omarbetning hade kunnat publiceras i dag som en reflektion kring västerlandets utmaningar och den västeuropeiska industrins omlokalisering till låglöneländer som Indien och Kina. Han poängterar också att Rydberg tycks använda ras mer i kulturell än biologisk bemärkelse, och att han tycks ha en positiv syn på asiaters utvecklingsmöjligheter. Lundberg ser större problem med Rydbergs uttalande om att vita har en högre andlig begåvning, men framhåller samtidigt att denna högre andlinga begåvning inte tycks vara till någon större nytta i det industrialiserade samhället. Han framhåller även det hoppfulla budskapet i Rydbergs uppsats, att Europa kan rekonstrueras efter sin undergång.

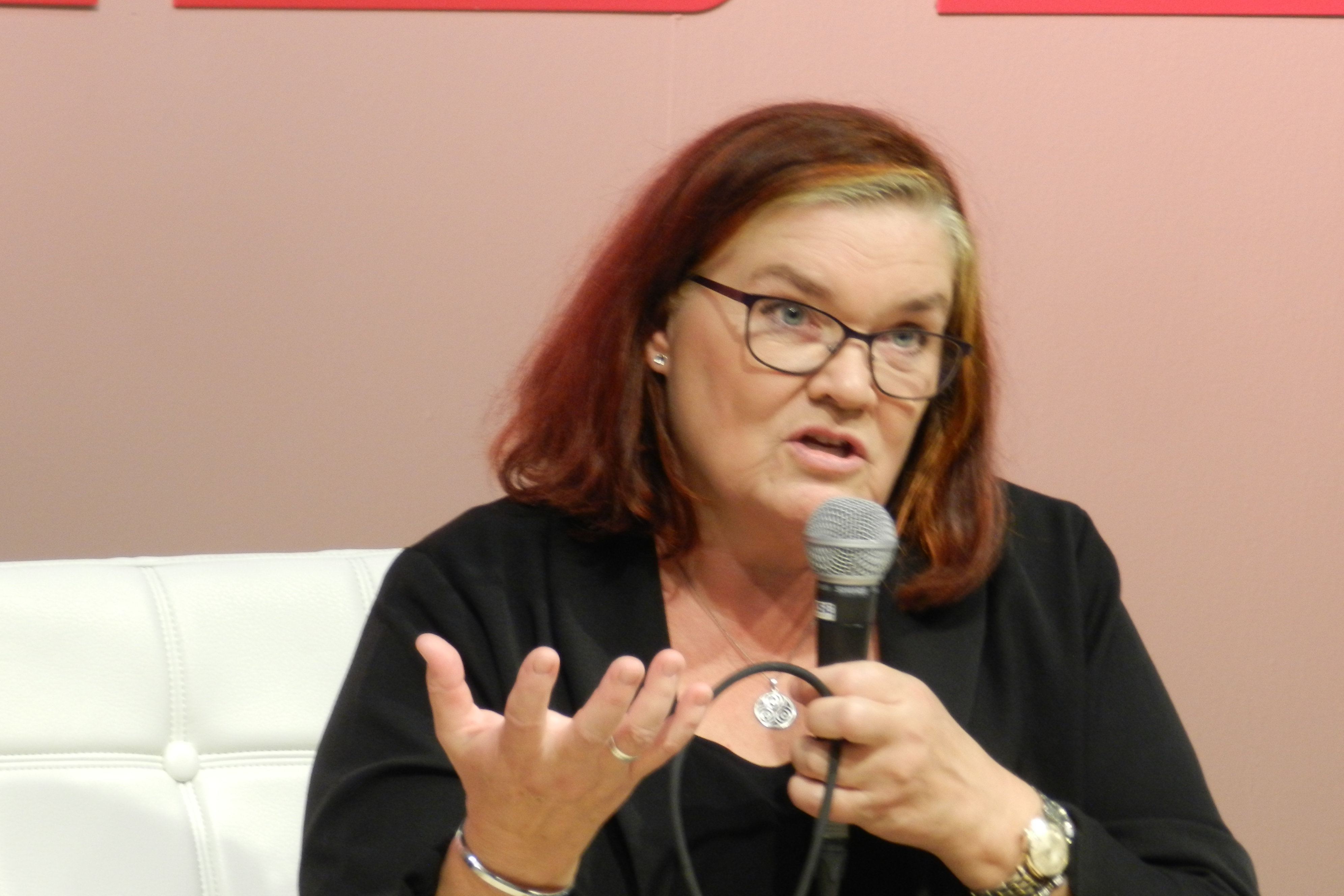
Maja Hagerman ser uppsatsen som ett bidrag till den framväxande svenska rasforskningen under 1900-talets början, medan Tore Lund menar att det är tendentiöst.

Idéhistorikern Anna Lindén behandlar "Den hvita rasens framtid" i sin uppsats "En europeisk apokalyps? Om Viktor Rydbergs 'Den hvita rasens framtid'" (2005). Liksom flera av nittiotalsforskarna menar hon att Rydberg i sitt förord ger uttryck för en ganska tidstypisk civilisationskritik och apokalyptisk pessimism, liksom att hans rasbegrepp snarare ska förstås som kulturellt än biologiskt. Hon anför att han med sin tids mått mätt knappast ger uttryck för några extrema synpunkter, och att även om tankegodset i uppsatsen under 2000-talet kan uppfattas som högerextrem var den typen av tankegods han för fram i uppsatsen vanliga i alla politiska läger. Hon menar också att Rydberg gör kinesen till en positiv kontrastbild till den degenererade europén, och att de åsikter han framför egentligen säger mer om Europa än Kina. På så vis framstår han emellanåt i essän snarast som en balanserad humanist. Samtidigt framhåller hon att Rydberg "intar en tidstypisk distans till 'de gule', som vi skulle kunna beteckna som rasistisk."
Maja Hagerman menar att uppsatsen bör läsas tillsammans med det mytologiska eposet Fädernas gudasaga, och att verket i det perspektivet bidrar till att förklara den framväxande svenska rasforskningen under 1900-talets början. Tore Lund vänder sig dock emot detta och menar att hon snarast tendensmässigt försöker knyta Rydberg till Richard Wagner och hans ring.
Andreas Hedberg menar i sin avhandling En strid för det som borde vara (2012) att uppsatsen bör ses som en inlaga i en rashygienisk diskurs, och att Rydbergs begreppsglidningar är av uppenbart rasistisk typ. Ulf Olsson menar att Rydberg ger uttryck för en biopolitisk vision som skrivs in i en rasdiskurs, medan Alfred Sjödin menar att även om Rydberg ger uttryck för antydningar om att det skulle finnas kroppsliga skillnader mellan européer och asiater så är det huvudsakliga ärendet i verket att skildra skillnader i världsåskådning och levnadssätt, och hur detta i sin tur gagnar respektive folkgruppers överlevnad.